# Rachid Harraoubia
Rachid Haraoubia (رشيد حراوبية), né le 7 décembre 1946  à Taoura, est un homme politique algérien.

## Biographie
Rachid Haraoubia est né à Taoura dans l'actuelle wilaya de Souk Ahras. Docteur d'État en sciences-physiques (chimie macromoléculaire), il exerce les fonctions de recteur de l'université des sciences et de la technologie Houari-Boumédiène de 1983 à 1989.
Militant FLN depuis 1972, il est aussi membre du comité central du parti de 1989 à 1998. Il est élu député à l'Assemblée populaire nationale de 1987 à 1991. Il est ministre de l'enseignement supérieur et de la recherche scientifique de juin 2002 à septembre 2013.

## Mandats
- Député FLN (1987-1991, 2007)
- Ministre de la recherche scientifique (2002-2013)